# Aptotassi
L'aptotassi è la motilità direzionale o crescita esterna delle cellule, ad esempio nel caso di crescita assonale, di solito fino ad un gradiente di siti di adesione cellulare o di chemioattrattanti legati al substrato. Questi gradienti sono naturalmente presenti nella matrice extracellulare (ECM) del corpo durante processi come l'angiogenesi o artificialmente presenti in biomateriali in cui vengono stabiliti gradienti alterando la concentrazione dei siti di adesione su un substrato polimero.

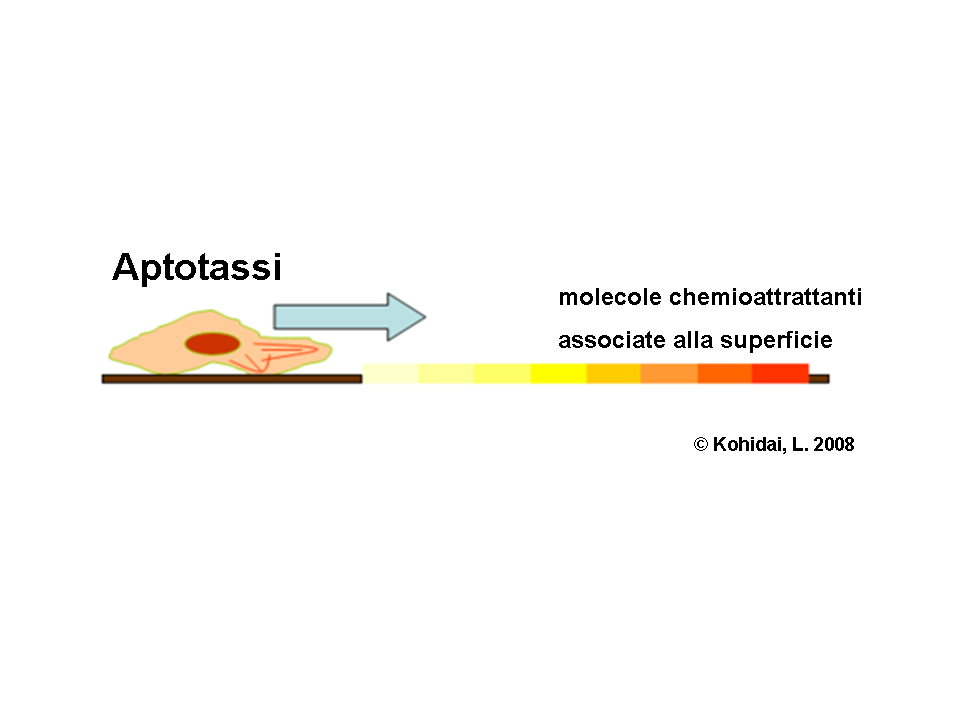
Aptotassi